# 이기스역
이기스역(독일어: Bahnhof Igis)은 스위스 그리종주의 란트콰르트 시정촌 내에 있는 이기스 마을에 있는 기차역이다. 래티셰 철도의 1,000 mm 미터궤 란트콰르트-투지스선 중간 정차역이다. 스위스 연방 철도 표준궤인 쿠어-로르샤흐선은 평행하게 운행되지만, 쿠어와 란트콰르트 사이에는 중간 정류장이 없다.

## 운행편
이기스는 지역 열차와 쿠어 S-반의 S1이 운행된다.
- 레기오익스프레스 : 디젠티스/무쉬테와 스쿠올-타라스프 사이를 매시간 운행
- 레기오 : 디젠티스/무쉬테와 스쿠올-타라스프 사이의 제한된 운행
- 쿠어 S-반 S1 : 레췬스와 쉬어스 사이를 매시간 운행